# Проглас
„Проглас”  је први старословенски писани поетски састав који се приписује Светом Ћирилу, једном од твораца словенске азбуке. 
Он представља предговор и прву песму првог старословенског превода четири јеванђеља. Написао га је свети Ћирило између 863. и 867. године у Великој Моравској.
Песма има 110 стихова, где се сваки стих састоји од 12 слогова, 111. стих каже Амин.

## Рукопис
А.Ф.Хилфердинг је 1858. године пронашао проглас у српском рукопису из 14. века. Осим тога, сачувана су још два старословенска превода Јеванђеља српског порекла из 13. и 14. века, а постоји још један руски рукопис из 16. века који није сачуван у целини. То су рукописи: Хиландарски (13. век), Хлудовски и Печки (14. век) и непотпуни тројствени рукопис.

## Аутор
Аутор је, по свој прилици, Константин Филозоф – „цео карактер композиције, њена дубока емотивна заинтересованост, – могло би се рећи – очински апостолски тон, јасно показује снажну личност Константина Филозофа”. Из контекста је јасно да је аутор свестан да даје словенски текст јеванђеља.